# Parque nacional Histórico (Haití)
El Parque Nacional Histórico situado en Milot, en el norte de Haití, comprende las ruinas del Palacio de Sans Souci, la Fortaleza Laferrière y los edificios de Ramiers. Fue declarado como Patrimonio de la Humanidad por la Unesco en el año 1982 con la denominación de Parque Nacional Histórico: Ciudadela, Sans Souci, Ramiers.
El Palacio de Sans Souci, construido en el siglo XIX para rivalizar con Versalles, es obra de Henri Christophe, héroe de la guerra de independencia.
La Ciudadela Laferrière, situada a 900 m de altitud. Fue construida por Christophe tras la independencia (1804) para defender la parte norte de la isla ante un posible regreso de los franceses. 20.000 personas participaron, durante 14 años, en su construcción. La ciudadela fue parcialmente destruida por el terremoto de 1842.
Los Edificios de Ramiers.